# 2020年加勒比海地震
2020年加勒比海地震，是2020年1月28日发生于古巴南部加勒比海海域的一场地震，震中位于北纬19.46度、西经78.79度，震级为MW 7.7级、MS 7.6级，震源深度约为10千米。本次地震同时是2020年全球首场矩震级7级以上地震。
美国地质调查局指出，本次地震是一场走滑型地震。在此次地震中，古巴与牙买加震感强烈，包括美国佛罗里达州和墨西哥在内的加勒比海沿岸地区皆有明显震感，大开曼岛有道路与房屋受损，但这次地震没有造成人员伤亡的报告。美国国家海啸预警中心一度向加勒比海沿岸部分地区发布海啸提醒，但随后解除。这次地震使加勒比海沿岸出现海啸，在英属开曼群岛的海啸波幅达25厘米。

## 地质背景
北美－加勒比海板块边界从中美洲北部穿越大安的列斯群岛至小安的列斯俯冲带北段，一直延伸约3200千米。科学家通过全球定位系统研究表明，加勒比海板块正以每年18～20±3毫米的速度向东北东方向运动，与北美洲板块相互挤压。研究指，这一方向性意味着从中美洲北部到古巴南部的板块边界均伴有不同程度的扭压作用和扭张作用的走滑运动。
在加勒比海北部的地质和构造背景影响下，在这一地区触发的地震所能够产生的海啸最高可达12米左右，且其影响力更能够延伸至2200千米的范围。自1492年欧洲人抵达加勒比海沿岸后，该区域共观测到6次引致人员伤亡的重大海啸。其中4次都发生在伊斯帕尼奥拉岛—波多黎各岛一线的斜向碰撞构造上，该构造历史上曾发生过大规模地震。加勒比海北部20世纪初至今破坏性最强的地震发生在1946年多米尼加北部近海8.1级地震。在那次地震中美国弗罗里达州的代托纳海滩和新泽西州的大西洋城都监测到了地震所引发的海啸，地震共造成大约1800人死亡。除此之外，由美国NSF主持并于2006年出版的“加勒比海海啸灾害讨论会”论文集中提出，在古海啸遗迹分析中，加勒比海地区全新世以来曾发生过两次历史海啸，一次定位于公元前820至400年，另一次定位于公元后1270至1410年。
气象学家杰西·费雷尔介绍，这是自2000年以来加勒比地区发生的第四次7级以上地震。本次地震震前一个月加勒比海进入地震异常活跃期。波多黎各南部地区在12月28日发生了一系列地震，主震震级为4.7级，1月7日、15日又分别发生了震级6.4级、5.2级的余震。美国地质调查局则指，震前地震序列中发生了近300次3级以上有感地震。

## 震害情况
这场地震发生在协调世界时2020年1月28日19时10分，也即美东时间14时10分。震中位于古巴南部的加勒比海海域，美国地质调查局指至少2415.9万人感受到了此次地震，其中极震区（6度区）人口约为1000人。地震发生时正值下午时分。牙买加内格里尔一位居民表示，游泳池池水不断晃动并溢出池面，建筑物亦发生摇晃，水管出现爆裂，人们纷纷疏散到室外。大开曼乔治敦一位当地居民指，感到整幢房屋都在摇动。《开曼指南报》主编凯文·莫拉莱斯（Enrique Arango Arias）描述道，地震“像一辆大型自卸卡车滚滚而过，震动不断持续并加大。”位于古巴圣地亚哥-德古巴市天主教文化中心工作人员贝尔基斯·格雷罗（Belkis Guerrero）表示，圣地亚哥市中心震感强烈。位于古巴东南部的美军关塔那摩湾海军基地人员表示其感受到轻微震感。墨西哥地震局表示，墨西哥五个州份有震感报告。美国迈阿密市震感强烈，许多办公室职员在地震发生后紧急从办公楼内撤至开阔地面。美国迈阿密市和迈阿密-戴德县官员称，为预防万一，佛罗里达州南部几栋建筑中的人员被紧急疏散。
开曼群岛受地震影响较大，多条道路出现裂缝，数条污水管道破损，污水漫上路面。一些地区出现了地表塌陷。超市内的商品被从货架上震落，室内一片狼藉。大开曼岛上数幢建筑物窗户破损，墙壁出现裂缝。受地震影响，大开曼岛全岛停水，岛上的公立学校当日停课。
美国地质调查局表示，牙买加西部部分地区出现了非常强烈的震感，可能造成中度到重度的破坏。古巴国家地震局局长恩里克·阿兰戈·阿里亚斯（Enrique Arango Arias）对古巴媒体表示，古巴目前还没有严重的损毁或受伤报告。

## 海啸威胁
地震发生后，隶属于美国国家气象局的美国国家海啸预警中心于14时15分向牙买加、开曼群岛、古巴沿岸发布海啸提醒，指出海啸可能在美东时间15时21分到达牙买加蒙特哥贝，并可能在稍后依次侵袭开曼布拉克、大开曼、牙买加金斯敦、古巴南圣克鲁兹等地。14时42分，美国国家海啸预警中心表示，墨西哥科苏梅尔岛、洪都拉斯科尔特斯港以及特鲁希略、伯利兹伯利兹城、古巴新赫罗纳等地可能在16时34分之后依次受到海啸袭击。
中国国家海洋局海啸预警中心于15时17分发布海啸信息，指出当次地震可能会在震源周围引发局地海啸。美国太平洋海啸预警中心一度发出海啸预警。太平洋海啸预警中心指，受此次地震影响，古巴、牙买加、开曼群岛、洪都拉斯、墨西哥、伯利兹可能会出现波幅1至3.3英尺高的海啸，但其后宣布解除了海啸预警。
14时21分，位于开曼群岛的乔治城验潮站观测到最大波幅为25厘米的海啸。15时43分，开曼群岛乔治城验潮站观测到的海啸波幅降至11厘米。美国国家海啸预警中心同时表示，海啸威胁现已基本结束。

## 观测研究
美国国家海啸预警中心最初测定震级为7.3级，其后于14时46分宣布调整至7.7级。美国地质调查局称，本次地震震级为矩震级7.7级、面波震级7.4级、体波震级6.6级，震源深度10千米，最大烈度则为麥加利地震烈度6（VI）度。美国太平洋海啸预警中心测得地震震级为P波矩震级7.3级。美国地质调查局就本次地震进行的互联网地震强度调查接到了最大烈度达麦加利地震烈度7（VII）度的震感感知报告。

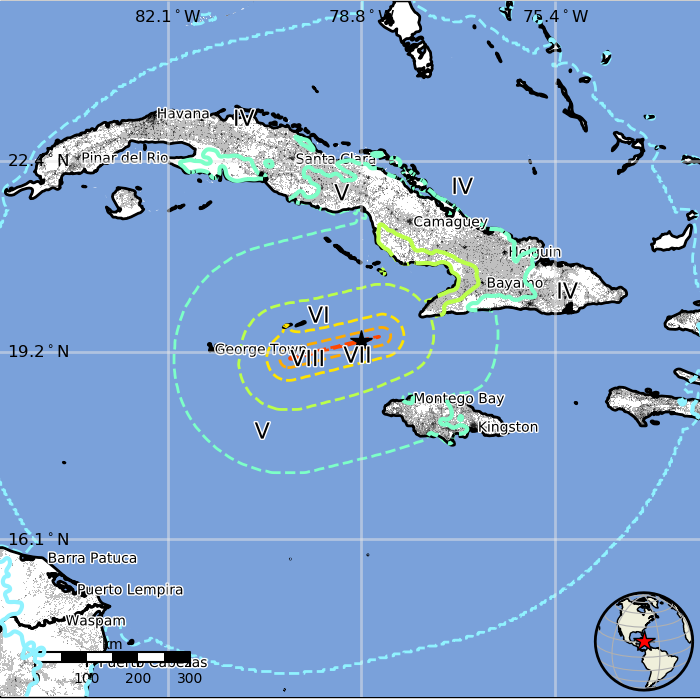
美国地质调查局公布的2020年加勒比海地震等震线图。

美国地质调查局指地震震中位于北纬19.440度、东经78.755度、距牙买加卢西北北西方向125千米、古巴尼奎罗西南偏西140公里的加勒比海海域。美方将本次地震的全球地震响应快速评估系统经济损失警报级别提升至黄色，人员伤亡警报则定为绿色。该局研判本次地震的山体滑坡与土壤液化风险均较低。美国地震学家露西·琼斯（Lucy Jones）表示，这次地震似乎发生在北美和加勒比板块之间的断层边界上。
中国自然资源部海啸预警中心最初测定本次地震面波震级为7.3级。中国地震台网中心在自动速报中测定本次地震的震级为面波震级7.5级。随后，中国地震台网中心又在正式速报中将观测数值上调为面波震级7.7级，震源深度16千米。并指地震震中处于北纬19.46度、西经78.79度的古巴地区。
亥姆霍兹德国地球科学研究中心推定指，此次地震规模为矩震级7.7级，震源深度10千米。德国地球科学研究中心GEOFON标准台网测定指，地震震级为面波震级7.7级，震源深度27千米。该中心认定本次地震震中位于北纬19.37度、东经78.74度的古巴区域。
另据欧洲地中海地震中心测定，本次地震规模为矩震级7.7级，震源深度10千米，震中附近最大烈度为欧洲宏观地震度量4（IV）度，震中位于北纬19.40度、西经78.95度的古巴区域。俄罗斯科学院推算称，本次地震的震级达体波震级6.7级、面波震级7.7级，震源深度10千米，最大烈度达梅德韦杰夫·施蓬霍伊尔·卡尔尼克地震烈度表11（XI）度。